# Celena Mondie-Milner
Celena Mondie-Milner, född den 6 augusti 1968, är en amerikansk före detta friidrottare som tävlade i kortdistanslöpning.
Mondie-Milners främsta merit är hennes medverkan i det amerikanska stafettlaget på 4 x 100 meter vid VM 1995. Tillsammans med Carlette Guidry-White, Chryste Gaines och Gwen Torrence vann hon guld på tiden 42,12.

## Personliga rekord
- 100 meter - 11,24 från 1995
- 200 meter - 22,85 från 2000